# متنزه المحيط (مانيلا)
متنزه المحيط في مانيلا أو مانيلا أوشن بارك هو حوض سمك ضخم للتنزه في مانيلا بالفلبين. عامل الجذب الرئيسي في أوشن بارك هو الحوض الذي يضم 14000 مخلوق بحري من حوالي 277 نوعًا جميعها أصلية في جنوب شرق آسيا. يتكون الحوض المائي من سبعة أقسام ويحتوي على 3000 متر مكعب من مياه البحر. تُؤخذ المياه المستخدمة في أوشن بارك من خليج مانيلا، حيث يتم ترشيحها لتكون مناسبًة للحياة الأسماك في الحوض. كما أن بها منطقة أنشطة تعليمية، وغرف للمناسبات، ومنطقة عرض سمك القرش وسمك الراي اللاسع تقع على مستويين ومنطقة عرض للقناديل البحر.